# Albano de Melo Ribeiro Pinto

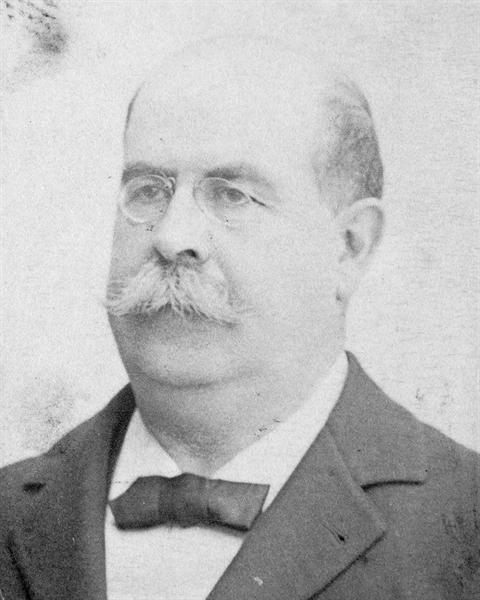
Albano de Melo Ribeiro Pinto

Albano de Melo Ribeiro Pinto (19 de Março de 1844 — Águeda, Águeda, 27 de Março de 1931) foi um político e empresário jornalista português.

## Família
Filho de Joaquim de Melo Pinto Leitão e de sua mulher.

## Biografia
Bacharel formado em Direito pela Faculdade de Direito da Universidade de Coimbra, Diretor-Geral do Ministério da Justiça, Governador Civil do Distrito de Aveiro e do Distrito de Castelo Branco, Deputado, Advogado, Conselheiro de Sua Majestade Fidelíssima, etc.
Foi Fundador em 1879 em Águeda e Diretor até à sua morte do jornal Soberania do Povo, o semanário mais antigo de Portugal.

## Casamento e descendência
Casou com Maria Augusta Homem de Macedo da Câmara, da qual teve dois filhos: 
- Manuel Homem de Melo da Câmara (Águeda, Águeda, 2 de Janeiro de 1866 - Lisboa, 14 de Julho de 1953), 1.º Conde de Águeda
- António Homem de Melo de Macedo (Toy) (Águeda, Águeda, 13 de Março de 1868 - Lisboa, 23 de Março de 1947)